# Yellowstone Forever
Yellowstone Forever est une organisation à but non lucratif américaine fondée en 2016 afin de protéger, préserver et améliorer le parc national de Yellowstone, situé aux États-Unis.
Elle résulte de la fusion de l'association éducative Yellowstone Association (YA), créée en 1933, et de la fondation philanthropique Yellowstone Park Foundation (YPF), créée en 1996, décidée dans le but de répondre plus efficacement aux besoins du parc. L'association fait cependant face à des difficultés financières dans les premières années de son existence en raisons d'ambitions trop grandes.